# 급성방사선증후군
급성방사선증후군(急性放射線症候群, acute radiation syndrome, ARS) 또는 방사능병(放射能病, radiation sickness)은 전리복사에 과다하게 노출되어 생체 조직이 해를 입는 것이다. 주로, 간단하게 피폭(被曝, radiation poisoning)이라고 표현하기도 한다. 일반으로 단기간 다양의 방사선에 노출되어 발생하는 심각한 문제를 가리킨다. 방사선이 세포분열과 상호작용하여 수많은 피폭 증상이 나타난다. 특히 이러한 문제는 일반으로 빨리 분열하는 위장 기관 등에서 심각한 문제로 작용한다. 또한, 이러한 상호작용은 암을 치료하는 방식인 방사선치료의 원리이기도 하다. 암세포는 인체에서 가장 빠르게 분열하는 세포이고 방사선 노출에 의해 주변의 일반 세포는 살아남는데 암세포는 죽는다.

## 피폭
피폭(被曝, radiation exposure)은 인체가 방사선에 노출되는 일을 가리킨다. 방사능 피폭(放射能被曝), 방사선 피폭(放射線被曝), 방사성 피폭(放射性被曝)이라고도 한다. 몸 바깥에 있는 방사선원에 의한 외부 피폭, 그리고 체내에 있거나 들어온 선원에 의한 내부 피폭이 있다.

## 방사선 노출 측정
라드는 흡수선량을 나타내는 단위로, 실제로 조직에 흡수된 에너지를 나타내기 위해 사용된다. 1 라드는 단위 킬로그램의 조직에 0.01 줄의 흡수선량을 나타낸다. 라드는 CGS 단위계로, SI 단위계에는 그레이 단위가 존재한다. 1 그레이는 단위 킬로그램의 조직에 1 줄의 에너지가 흡수된 것을 나타내며, 1 그레이는 100 라드와 같다.
방사선의 위험을 보다 엄밀히 나타내기 위해, 흡수선량에 해당 방사선의 상대적인 생물학적 효과(RBE, relative biological effectiveness)가 곱해진다. 이는 방사선 종류에 따라 흡수량은 같아도 피해정도가 다르기 때문이다. 곱은 렘이라는 단위로 나타낸다. SI 단위계에서는 시버트(Sievert, 기호: Sv)라는 단위를 쓰며, 의미는 동일하다. 1 시버트는 100 렘이다.
RBE는 특정한 종류와 에너지의 방사선이 조직에 미치는 피해, 즉 선질계수(quality factor)를 의미하며, Q 때로는 QF로 표시한다. 알파 입자의 경우 Q는 20이며, 1 라드의 알파 입자는 20 렘이라는 의미이다. 중성자 복사의 Q는 에너지에 비례한다. 하지만 베타 입자, X선, 감마선의 경우에 Q는 1이며, 해당 복사원으로부터의 라드와 렘은 동일하며, 그레이와 시버트 단위 역시 동일하다. 보다 자세한 Q 목록을 원하면 시버트 항목을 참조하기 바란다.

## 증세 및 영향
피폭의 증세는 노출 정도가 증가함에 따라 더욱 심각해지고, 생존 가능성은 떨어진다. 오랜 노출은 세포 분열 유전자를 변형시켜 암을 유발한다. 하지만, 종양 스스로도 비정상적으로 급속한 세포분열을 통해 성장하므로, 세포 분열을 방해하는 방사능의 효과는 암 제거에도 사용될 수도 있다(방사선 치료 참조). 또한 낮은 수준의 방사선은 암 생성을 막는 효과가 있다는 주장도 있어 왔다(호르메시스 참조).
피폭은 자연 혹은 공업 방사능원에 사고로 노출됨으로써 발생한다. 방사성물질로 작업하는 사람은 "필름 배지"(필름의 방사능 노출 정도를 측정)나 다른 선량계를 착용하여 총 방사성 노출량을 관리한다. 이러한 장비는 생물학적인 효과를 판단하기에 가이거 계수기보다 유용하다. 이는 시간에 따라 노출량을 누적하며 위험한 수준에 이르기 전에 색이나 신호를 통해 사용자에게 경고를 보내기 때문이다.
히로시마와 나가사키에 떨어진 핵폭탄에 관련해서는, 히로시마에서의 사망률이 더 높았는데, 이는 나가사키에 떨어진 팻 맨이 히로시마에 떨어진 리틀 보이보다 핵출력은 높았음에도, 같은 출력에 대한 방사능이 우라늄보다 플루토늄이 덜하기 때문이다. 두 폭탄 모두 공중에서 폭발했으며, 방사능 낙진이 적었다(그렇지 않았으면 더 많은 사상자가 발생했을 것이다).
피폭은 체르노빌 사고 이후 지속적으로 높은 관심을 받고 있다. 100 만 퀴리 (4 엑사베크렐)의 방사능 물질 가운데, 초기에는 제논-133과 아이오딘-131이 가장 위험했다. 하지만 이들의 반감기는 5일과 8일로 2005년 붕괴되었으며, 반감기 30.07년인 세슘-137과 반감기 28.78년인 스트론튬-90이 남아서 위험으로 작용한다. 체르노빌 사고로는 31명이 즉사했다.

## 예방과 관리
방사선병을 막는 최선의 방법은 고수준의 전리복사에의 노출을 최소화하는 것이다. 과학 및 공장에서의 방사선 핵종의 사용은 대부분의 나라에서 엄격히 규제되고 있다. 사고 혹은 계획적인 방사성 물질의 방출시에는 탈출 혹은 방공호가 필수적이다. 냉전의 최고점에서는 핵방공호가 많은 도시에서 발견되었다.
입에 바르는 아이오딘화 칼륨(KI)은 핵발전소의 사고나 공격, 혹은 핵폭발 때에 방사성 아이오딘으로부터 갑상선을 보호해준다. 하지만 폭탄이 방사능 아이오딘을 포함하고 있지 않다면 일반 고방사능 폭탄에 대해서는 효과적이지 않다.

## 노출 수준과 증세
선량당량은 시버트로 나타나 있다. 참고로 0.0035시버트가 자연 방사능 조사량이다.
0.05  시버트 이하
증세 없음. LNT 모델에 따라 잠재적으로 암 및 유전자 변형 위험에 있음. 하지만, 이는 논쟁 대상. 호르메시스 참조.
0.2 ~ 0.5 시버트
인지 가능한 증세 없음. 적혈구 일시적 감소.
0.5 ~ 1 시버트
두통을 포함한 미약한 방사능병 증세. 면역 세포의 교란을 통한 감염 가능성 증가. 일시적인 남성 불임증도 가능.
1 ~ 2 시버트
가벼운 피폭 증세. 30일 이후 10%의 사망률(치명률(치사율) 10/30). 미약하거나 어느 정도 수준의 때로는 구토를 유발하는 메스꺼움(2 시버트에서 50%의 확률)을 포함한 일반적인 증세가 나타난다. 노출 후 3 내지 6시간 정도에서 시작되며, 하루정도 지속된다. 10 내지 14일 동안 호전 증세가 이어지며, 이후, 식욕부진이나 피로 (2 시버트에서 50%의 확률)와 같은 일반적인 증세가 이어진다. 면역 체계가 저하되어 있으므로, 회복기간이 길며, 감염 위험도 높다. 일시적인 남성 불임은 일반적이다.
2 ~ 3 시버트
심각한 피폭 증세. 30일 이후 35%의 사망율(35/30). 메스꺼움이 일반적(3 시버트에서 100%)이며, 2.8 시버트에서 50%로 구토한다. 노출 1-6시간 사이에서 증세가 시작되어 1-2일 지속된다. 이후, 7-14일의 호전기가 따르며, 이후 전신에 걸쳐 탈모(3 시버트에서 50%의 확률), 피로 및 일반적인 병과 같은 증세가 나타난다. 대량의 백혈구 손실이 있으며, 감염의 위험을 크게 증가시킨다. 영구적인 여성 불임도 가능하다. 회복기간은 수 개월까지도 필요하다.
3 ~ 4 시버트
심각한 피폭 증세. 30일 이후 50%의 사망율(50/30). 다른 증세는 2–3 시버트의 경우와 같으며, 호전기 이후에 입, 피하, 신장 등에 심각한 출혈이 발생한다(4 시버트에서 50%의 확률).
4 ~ 6 시버트
중대한 피폭 증세. 30일 이후에 60%의 사망률(60/30). 사망율은 집중적인 치료가 없을 경우 4.5 시버트의 45%에서 6 시버트의 90%까지도 증가한다. 노출 후 한 두시간 사이에 증세가 시작되어 2일 정도 지속된다. 7-14일간의 호전기 이후, 3-4 시버트에서와 같은 증세가 보다 강하게 나타난다. 여성 불임이 일반적이다. 회복기간은 수 개월에서 일 년까지도 필요하다. 노출 후 2 내지 12주 가량에 사망이 주로 발생하며, 이는 내부 출혈 및 감염이 주된 원인이다. 레오니드 텔야트니코프는 35살 때인 1986년 4월 26일 체르노빌 원자력 발전소에서 러시아의 소방국에서 출동하여 불에 타고 있는 체르노빌 반응로 4호기에 소방수의 팀을 지도했다. 방사선학적인 위험에도 불구하고, 그들은 방사선 보호의 한 벌, 인공호흡기 및 작동되는 방사능계기가 없었다. 한마디로 방사능 낙진이 떨어지는 곳에 맨몸으로 들어가서 화재를 진압한 것이다. 비록 레오니드 텔야트니코프는 체르노빌 사고에서 살아남았지만 혈액 검사의 결과에서 4시버트의 방사능에 노출된 것으로 확인되었다. 그는 이로 인해 발병한 암으로 장기간 투병생활을 해 오다가 2004년 12월 2일 사망했다. 아르메니아 출신 물리학자 해리 K. 더그힐란 2세는 24살 때인 1945년 8월 21일, 뉴멕시코에 있는 로스 알라모스 국립 연구소에 일할 당시 임계 질량 실험 도중에 중성자 방사선에 의해 5.1시버트를 받았으며 그는 그로부터 28일 뒤 죽었다.
6 ~ 10 시버트
중대한 피폭 증세. 14일 이후에 100%의 사망률(100/14). 집중적인 치료가 뒷받침되어야 살아날 수 있다. 골수는 거의 완전히 파괴되어서, 골수이식이 요구된다. 위 및 내장 조직은 심각하게 피해를 입는다. 15 내지 30분 사이에 증세가 시작되어 2일 정도 지속된다. 5-10일간의 호전기 이후, 감염이나 내부 출혈로 사망한다. 회복기간은 수 년 이상이 걸리거나, 혹은 불가능할지도 모른다.
10 ~ 50 시버트
중대한 피폭 증세. 7일 이후에 100%의 사망률(100/7). 이러한 높은 노출은 5분 내지 30분 이후에 즉각적인 증세를 불러 일으킨다. 방사능이 뇌 속의 화학 수용기에 직접 작용해서 즉각적으로 극도의 피로와 메스꺼움을 느낀 후에, 며칠 간은 "걸어다니는 유령" 단계로 불릴 정도로 아주 완전히 정상적인 생활을 한다. 이후, 위 및 내장 조직에서 세포가 괴사하며, 대량의 설사, 내부 출혈, 탈수 증세가 나타나며, 수분-전해질 불균형을 일으킨다. 정신착란 및 순환 기관의 파괴에 따른 혼수와 함께 사망에 이른다. 사망은 피할 수 없다. 유일한 치료는 통증 치료이다. 캐나다 출신의 루이스 슬로틴은 1945년 5월 21일에 로스 알라모스에서 발생한 임계 사고로 인하여 대략 21시버트에 노출되었으며 9일 후인 5월 30일 죽었다.
50 ~ 80 시버트
수 초, 수 분 이내에 즉각적인 방향 감각 상실과 혼수에 이른다. 신경계의 완전한 파괴에 따라 수 시간 이내에 사망한다.
80 시버트 이상
대체로 즉각적인 사망을 예상한다. 치료는 거의 불가능하다. 1964년 7월 24일 미국 로드아일랜드주 우드 리버의 사고에서 100 시버트에 노출된 인부는 49 시간을 살아 남았으며, 1945년 12월 30일 미국 뉴멕시코주 로스 알라모스의 사고에서 상체에 120 시버트를 받은 인부는 36 시간을 살았다.

## 같이 보기
- 전리복사
- 낙진
- 방사능
- 방사능 오염
- 방사성 폐기물
- 건강물리학
  - 홀바디 카운팅(영어판)